# Friesodielsia gracilipes
Friesodielsia gracilipes är en kirimojaväxtart som först beskrevs av George Bentham, och fick sitt nu gällande namn av Cornelis Gijsbert Gerrit Jan van Steenis. Friesodielsia gracilipes ingår i släktet Friesodielsia och familjen kirimojaväxter. Inga underarter finns listade i Catalogue of Life.